# عاشقم باش (فیلم ۲۰۲۴)
عاشقم باش (انگلیسی: Love Me) یک فیلم عاشقانه و علمی تخیلی آمریکایی محصول سال ۲۰۲۴ به نویسندگی و کارگردانی سم و اندی زوچرو در اولین کارگردانی بلندشان با بازی کریستن استوارت و استیون ین است.
این فیلم برای اولین بار در رقابت دراماتیک ایالات متحده در جشنواره فیلم ساندنس ۲۰۲۴ در ۱۹ ژانویه ۲۰۲۴ به نمایش درآمد. در ماه مه ۲۰۲۴، اعلام شد که شیوانی روات، که تهیه‌کننده فیلم بود، فیلم را در ایالات متحده برای حقوق فروش بین‌المللی را برای فروش در مارشه دو فیلم به دست می‌آورد، منتشر خواهد کرد. سرانجام این فیلم در ۲۴ ژانویه ۲۰۲۵ در سینما اکران خواهد شد.

## داستان
یک عاشقانه پسا آخرالزمانی که در آن شناور و ماهواره به صورت آنلاین با هم ملاقات می‌کنند و پس از پایان تمدن بشری عاشق یکدیگر می‌شوند.

## بازخوردها
- در وب‌سایت جمع‌آوری نقد راتن تومیتوز، بر اساس رای ۳۶ نقد منتقد، ۵۰ درصد امتیاز تأیید را با میانگین نمره ۵٫۶ از ۱۰ گزارش کرده است.[۶] اجماع منتقدان این وب‌سایت می‌گوید: «کریستن استوارت و استیون ین سرنخ‌های جذابی هستند، اما گستره داستانی تحسین‌برانگیز این فیلم فراتر از درک آن است».
- در متاکریتیک، فیلم بر اساس ۱۳ منتقد، میانگین وزنی ۵۳ از ۱۰۰ امتیاز را به خود اختصاص داده است که نشان‌دهنده «بررسی‌های مختلط یا متوسط» است.[۷]
- این فیلم برنده جایزه آلفرد پی. اسلون شد که در جشنواره فیلم ساندنس ۲۰۲۴ ارائه شد.[۸] این جایزه با یک جایزه نقدی ۲۵٫۰۰۰ دلاری همراه بود که توسط بنیاد آلفرد پی اسلون ارائه شد. این یکی از بسیاری از جوایز معتبر علمی اسلون در فیلم است.